# Nu, pogodí!
Nu, pogodí! (rus: Ну, погоди!), traduït com Ja veuràs! o Me les pagaràs!, és una sèrie de curtmetratges animats russa-soviètica creada el 1969 i produïda per Soiuzmultfilm, que va esdevenir un dels dibuixos animats més populars de la Unió Soviètica i els països del Bloc Comunista. Va ser dirigida per Viatxeslav Kotiónotxkin (amb ajuda de Vladímir Taràssov als capítols 17 i 18) a qui substituiria el seu fill Aleksei en morir son pare l'any 2000.
La sèrie mostra les còmiques aventures d'un artístic i entremaliat Llop que tracta d'atrapar (i, presumiblement, menjar-se'l) a una llebre. La sèrie sol estar ambientada a Moscou, però d'altres episodis s'han ambientat en altres llocs de la Unió Soviètica i més enllà (un exemple seria una "illa exòtica" a l'Episodi 17). De la mateixa manera que Tom i Jerry, la sèrie té personatges addicionals que intenten ajudar a la llebre o interferir amb els plans del llop.

## Personatges

### Volk (Llop)
Volk (Волк, que significa llop en rus), és un vàndal que trenca lleis menors i és un gran fumador.
Per altra banda, Volk intenta capturar a Zàiats (За́яц, llebre) infinitat de vegades, recurrent a activitats com ara patinatge, ballet o ballar vals, deixant veure així el seu costat refinat. Volk sap tocar a més molt bé la guitarra i té una moto rockera, el que completa la seua caracterització com a personatge associal.
En el primer episodi quan escalava un edifici per a capturar a la llebre, Volk xiulava una coneguda cançó muntanyenca anomenada "Cançó per a un amic" (de Vladímir Vissotski). Malgrat tenir totes aquestes habilitats, a Volk sempre li ix tot malament. La seua veu la va interpretar Anatoli Papànov.

### Zàiats (Llebre)
Zàiats, la llebre (За́яц en rus), és l'heroi de la història. Sempre desbarata els plans de Volk. Com ix poc temps en pantalla, alguns telespectadors estan del costat de Volk, i diuen que "el dolent" també compta amb funcions didàctiques. Sols en els últims episodis se'l veu més en pantalla, i fins i tot, esquivant el llop. La seua veu està interpretada per Klara Rumiànova.

### Altres personatges
La sèrie també compta amb l'aparició d'altres personatges que són animals. El més freqüents és el fort i pesat hipopòtam (Бегемо́т, Beguemot en rus), el qual té diverses professions (policia, guarda de museu, amo d'una botiga, transeünt, etc.), a qui en general Volk molesta i ha de fugir d'ell.
Un altre dels més destacats és el gat, (Кот, Kot en rus), que és un mag i apareix en diversos espectacles durant tota la sèrie. El gat sempre vol que l'elogien pels seus trucs màgics. En l'episodi # 9 (1976), el gat fa levitar a Volk, i partir-lo en dos, rebent així l'aplaudiment de Zàiats.
Hi ha altres animals en la sèrie, com ossos, raboses roges, elefants, i porcs.

## Rerefons
Des de la dècada de 1990, quan la caiguda del Teló d'Acer permet un millor intercanvi de pel·lícules, tant russos com occidentals, han trobat semblances entre Nu, pogodí! i els dibuixos americans, especialment amb Tom i Jerry. El director, Viatxeslav Kotiónotxkin, ha comentat la influència que les pel·lícules de Disney (portades a la Unió Soviètica des d'Alemanya en acabar la Segona Guerra Mundial) van tenir en ell, especialment Bambi. No obstant això, no va veure cap episodi de Tom i Jerry fins que el seu fill li va comprar un aparell de vídeo el 1987. Pel que fa als guions, Nu, pogodí! posa major èmfasi en situacions quotidianes i localitzacions reals.

## Crítica i recepció popular
La sèrie va ser, durant molts anys, molt popular entre el públic de la Unió Soviètica, i és encara popular entre els russòfons d'arreu el món. La crítica entre els col·legues del director, això no obstant, no era tan favorable. El fill del director, Aleksei Kotiónotxkin, recorda que encara que ningú no li ho va dir mai al seu pare, gran part dels animadors i directors de Soiuzmultfilm consideraven Nu, pogodí! com un producte de baixa qualitat. Per la seva banda, Viatxeslav Kotiónotxkin no era un seguidor de les pel·lícules d'autor que es realitzaven a l'estudi Soiuzmultfilm, ja que considerava que eren pel·lícules pretensioses.
A Viatxeslav Kotiónotxkin no li agradaven els fons recargolats i va tractar de crear un món simple. La idea principal de la sèrie era simple i "occidental": no faces mal al xicotet si no vols eixir malament. Com que la sèrie va ser tan popular, però, sovint va ser objecte de crítiques. Alguns crítics soviètics veien trames diferents: per exemple, que les pel·lícules eren partidaris de la causa gai (per l'aspecte "femení" de la llebre -els creadors de la sèrie han manifestat que els personatges són "llebre" i "llop" i no tenen sexe- o perquè Llop alguna vegada ha donat flors a Llebre com a símbol d'amistat.), o també que la sèrie representa la lluita entre la Intelligentsia i la classe obrera (amb el Llop com a representació de la classe obrera i la Llebre de la intel·lectualitat). Aleksei Kotiónotxkin rebutja aquestes interpretacions i les considera mancades de fonament.

## Llista d'episodis
Els episodis Nu, pogodí! Estaven numerats, però no tenien títol. Normalment s'utilitza el lloc on transcorre l'acció com a títol. Entre parèntesis, any de creació:
1. "Ciutat i platja" (1969)
2. "Fira de nit" (1970)
3. "Carretera" (1971)
4. "Estadi" (1971)
5. "Ciutat" (1972)
6. "Camp" (1973)
7. "Viatge pel mar" (1973)
8. "Celebració d'any nou" (1974)
9. "Estudi de televisió" (1976)
10. "Edifici en construcció" (1976)
11. "Circ" (1977)
12. "Museu" (1978)
13. "Jocs Olímpics" (1980)
14. "Centre d'activitats extra-escolars" (1984)
15. "La casa de la cultura" (1985)
16. "Al món dels contes populars russos" (1986)
17. "Illa exòtica" (1993, estrenat en 1994)
18. "Supermercat" (1993, estrenat en 1995)
19. "Platja" (2005)
20. "Datxa - Comunitat de Vacances " (2006)